# Camacupa
Camacupa ist eine Stadt in der angolanischen Provinz Bié mit etwa 19.000 Einwohnern.

## Geschichte
Während der portugiesischen Kolonialzeit hieß die Kleinstadt (Vila) nach dem portugiesischen General, Ingenieur und Kolonialverwalter Joaquim José Machado (1847–1925) Vila General Machado. Nach der Unabhängigkeit Angolas 1975 wurde der portugiesische Ortsname durch die heutige Ortsbezeichnung ersetzt.

## Verwaltung
Camacupa ist Sitz eines gleichnamigen Landkreises (Município) in der Provinz Bié. Der Kreis hat über 160.000 Einwohner auf einer Fläche von 9469 km². Die Volkszählung 2014 soll fortan gesicherte Bevölkerungsdaten liefern.
Der Kreis Camacupa setzt sich aus fünf Gemeinden (Comunas) zusammen:
- Camacupa
- Cuanza (auch Kwanza)
- Ringoma
- Santo António da Muinha (auch Muinha)
- Umpulo